# Skibus

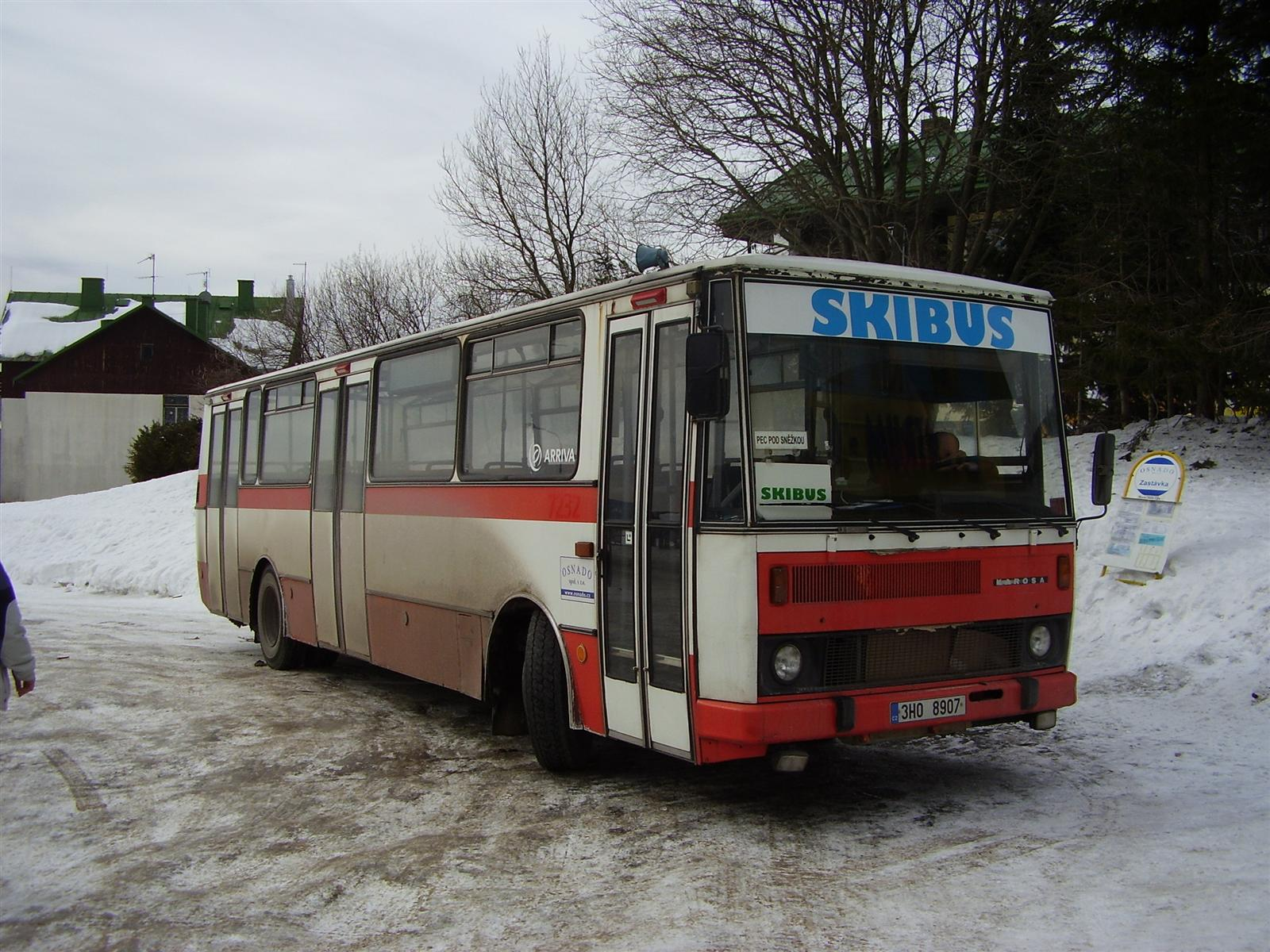
Skibus společnosti OSNADO v Krkonoších, zajišťující přepravu mezi centry Skiareny

Skibus je autobus nebo mikrobus určený především anebo výhradně pro přepravu lyžařů, snowboardistů a běžkařů do lyžařských středisek a z nich během lyžařské sezony; zpravidla je k tomuto účelu vozidlo i speciálně upravené či vybavené. Doprava má nejrůznější formu, od přizpůsobení běžných linek veřejné dopravy potřebám lyžařů, přes speciální linky k lyžařským areálům, které mohou být určeny buď pro všechny zájemce (veřejná linková doprava), nebo vyhrazeny jen lyžařům nebo hostům ubytovacích zařízení (zvláštní linková doprava, ať už s licencí nebo bez ní), až po pravidelné zájezdy (lyžování, případně i ubytování se platí společně s dopravou) nebo nepravidelnou dopravu podle okamžité objednávky. Označení skibus se používá jak pro trasy v rámci obce (z centra obce, od přestupního uzlu, od záchytných parkovišť a ubytovacích zařízení atd.), tak pro linky svážející lyžaře z větší vzdálenosti (z širšího regionu, z velkých měst, třeba i ze sousedního státu). Někdy je doprava na těchto linkách financovaná provozovateli lyžařských areálů a pro cestující bezplatná (zejména v případě kratších místních linek); někdy jde o součást hotelových služeb, většinou však jde o běžné linky s přiměřeným jízdným, které jsou charakteristické především účelem a časovým rozsahem provozu.
Modifikací skibusů jsou tzv. zimobusy, což je název, který byl poprvé použit od konce roku 2007 pro turistické autobusy v oblasti Krkonoš, určené především pro běžkaře.

## Česko
Shromažďováním informací o českých skibusových linkách se zabývá například web BUSportál.cz.

### Šumava
- ČSAD Jihotrans České Budějovice, linky v provozu zhruba po dobu zimy (od druhé poloviny prosince do druhé poloviny března, avšak pouze za podmínky, že je v provozu příslušný skiareál), až na několik výjimek jen o volných dnech, jízdné se platí, avšak jízdenka ze skibusu opravňují ke slevě z celodenního skipasu. Doprava cestujících bez lyží není vyloučena. Jako skibusy prezentuje dopravce pod značkou dopravního systému Skitrans tyto linky:
  - 000192 České Budějovice – Prachatice – Mitterfirmiansreut
  - 320027 České Budějovice – Lipno nad Vltavou
  - 320028 České Budějovice – Kvilda, v letní sezóně jezdí pod stejným číslem linky a ve stejné trase v jiných časech jako cyklobus. (V roce 2022 již linka neexistuje).
  - 320029 Horní Planá – Lipno nad Vltavou – Vyšší Brod, spoje však jsou v sezóně 2008/2009 uvedeny pouze v místní trase v Lipnu nad Vltavou (žel. st. – přístaviště – lanovka), v ceníku dopravce linka chybí, ač podle jízdního řádu má platit tarif dopravce. (V roce 2022 již linka neexistuje).

- ČSAD AUTOBUSY České Budějovice
  - 000400 Písek – České Budějovice – Český Krumlov – Schöneben – Hochficht, v provozu byla od prosince 2005, podle jízdního řádu platného od 1. 12. 2008 však uvedené spoje během doby platnosti jízdního řádu ani jednou nejedou

- ČSAD autobusy Plzeň:
  - Skibus v trase Plzeň – Přeštice – Klatovy – Sušice – Kašperské Hory jezdil od ledna do března formou zájezdu, u řidiče se zakupuje permanentka k celodennímu (sobota) nebo večernímu (čtvrtek a sobota) lyžování, v jejíž ceně je zahrnuta i doprava tam a zpět. Z Klatov a Sušic jezdí spoj na včerní lyžování i v úterý. Je nutná rezervace předem.
  - v lednu a v únoru 2004 provozoval dopravce sobotní pár spojů v trase Plzeň – Železná Ruda

- DT Expres s. r. o. provozuje linku 440002 Třemošná – Plzeň – Klatovy – Javorná – Železná Ruda – Hartmanice. Je určena především pro běžkaře, ale je v provozu nezávisle na sněhových podmínkách. V Železné Rudě má návaznost na místní skibus.[2] Existence linky je doložena přinejmenším od roku 2004. Linka skončila v roce 2015 (tehdy již neobsluhovala Třemošnou).

- Místní železnorudský skibus jezdí od konce roku 2008 v trase Špičák – Železná Ruda – Gerlova huť. Provozovatelem je RDS bus, na financování se podílejí provozovatelé skiareálů, hotelů i město Železná Ruda. Držitelé skipasů mají přepravu zdarma. Od prosince 2009 má být zavedena další linka skibusu, z parkoviště Kaskády k pokladnám na Špičáku. RDS bus společně s německou firmou RBO provozují od února 2009 také linku v trase Železná Ruda – Bretterschachten.[3][4] Šumava bus s. r.o. a RDS bus provozovaly i další linky propojující lyžařské areály na obou stranách hranice.
- Od roku 2020 jezdí po Železné Rudě skibus mezi Špičákem, městem Železná Ruda a Gerlovou Hutí. Dopravcem je ČSAD autobusy Plzeň. Jízdné je zdarma. Na lince se v roce 2022 vyskytuje částečně nízkopodlažní autobus Sor CN10.5. Od roku 2023 na lince jezdí Iveco Crossway LE LINE 13M.

- LA Zadov
  - Od 9. února 2007 byla zavedena nová skibusová linka Vimperk – Zdíkov – Stachy – Zadov. Na jízdním řádu je uvedeno logo ČSAD České Budějovice a. s., číslo linky však není uváděno. Pro lyžaře a snowboardisty je avizována přeprava zdarma, podmínky přepravy jiných cestujících nejsou uvedeny.
  - V sezóně 2008/2009 uvádí Lyžařský areál Zadov na svém webu navíc skibusové linky na večerní lyžování z Českých Budějovic a z Písku. Dopravce není ve zprávách a přehledech uveden, zpáteční jízdné je symbolické (20 až 40 Kč) a je kompenzováno 20Kč slevou při nákupu skipasu.
  - V sezóně 2008/2009 uvádí Lyžařský areál Zadov dopravu z Prahy s odkazem na CK Skitur s. r. o., v nabídce je uvedeno jen zpáteční jízdné, s možností využít dopravu buď k jednodennímu lyžování, nebo k týdennímu pobytu s možností příplatku za ubytování.

Tato kyvadlová doprava pravděpodobně nemá formu licencované linkové dopravy. Navíc je zmíněna veřejná linka 320028 dopravce ČSAD Jihotrans.
Skibusy z různých českých měst do Kašperských Hor inzeruje web Snowhill.cz. Vše je provozováno formou zájezdů (skipas a jízdné se platí v souhrnné ceně).

### Krkonoše

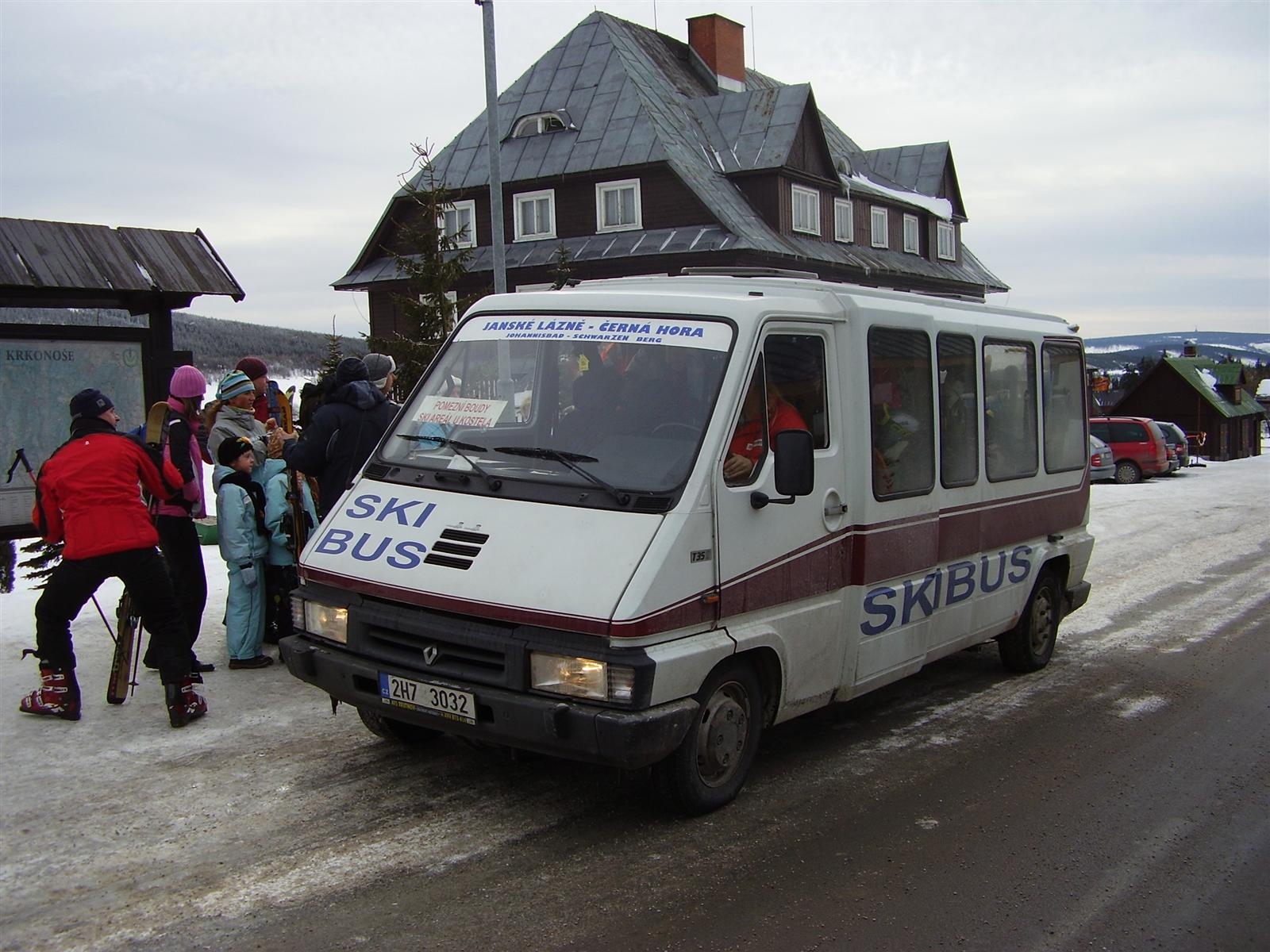
Skibus dopravce Ing. Romana Kouly převážející lyžaře z Pomezních Bud k areálu U Kostela

- ČSAD Semily a. s. provozuje několik skibusových linek v západních Krkonoších. Jako skibusy inzeruje tyto linky:
  - 670008 Harrachov – Rokytnice nad Jizerou – Jilemnice – Benecko – Vrchlabí, jezdí dva páry spojů po dva dny v týdnu v zimě, z bezpečnostních důvodů se nedoporučuje přeprava osob v přezkáčích, přeprava nelyžařů není vyloučena
  - 670074 Jilemnice – Vítkovice, Vurmovka – Jestřabí v Krkonoších – Vítkovice, Dolní Mísečky, přeprava je bezplatná, linka slouží výhradně pro přepravu lyžařů, v zimním období jezdí denně jeden pár spojů z Jilemnice a několik spojů v rámci Vítkovic
  - 670078 Rokytnice nad Jizerou, Horní Domky – Rokytnice nad Jizerou, prov. ČSAD – Rokytnice nad Jizerou, host., přeprava je bezplatná, linka slouží výhradně pro přepravu lyžařů, jezdí v zimě denně ve čtvrthodinových až půlhodinových intervalech
  - 670079 Harrachov, FIT FUN – Harrachov, centrum – Harrachov, žel. st. – Kořenov, žel. st., linka je označena jako městská doprava (letní varianta linky jezdí pod jiným číslem), linka není vyhrazena pro lyžaře

- OSNADO a. s. provozuje
  - síť 6 místních skibusových linek v oblasti východních Krkonoš. Doprava je bezplatná pro klienty zařízení tří místních provozovatelů lyžařských areálů a je vyhrazena pouze pro ně. Do Janských Lázní jsou takové linky vedeny z Pece pod Sněžkou a ze Svobody nad Úpou. Přinejmenším některé z linek jsou řádně licencovány jako zvláštní linková doprava.
  - několik dálkových skibusových linek, a to formou zájezdů (jízdné hrazeno spolu s permanentkou) v trasách:
    - Pardubice – Hradec Králové – Janské Lázně (v sobotu a neděli)
    - Praha – Mladá Boleslav – Černý Důl (v sobotu)
    - Hradec Králové – Černý Důl (v neděli)

- Roman Koula z Trutnova provozuje
  - Skibus Janské Lázně „CITY“, vyhrazený zákazníkům skiareálů
  - další tři trasy skibusu na večerní lyžování na sjezdovce Protěž (z Trutnova, z Horního Maršova a od lanovky), vyhrazený zákazníkům skiareálů

Služby města Špindlerův Mlýn s. r. o. provozují ve Špindlerově Mlýně kromě dvou linek MHD též skibus, a to v trase Hromovka – Medvědín. Není zřejmé, zda je totožný s linkou označovanou dříve číslem 696003 nebo též „městská doprava – zimní provoz“. Systém linek a spojů je nepřehledný, v systému IDOS linky zahrnuty nejsou. Po městě jezdí navíc ještě hotelbus a autobusy a mikrobusy sáňkařské dráhy.
Skibusy z různých českých měst do Krkonoš (Herlíkovice) inzeruje web Snowhill.cz. Vše je provozováno formou zájezdů (skipas a jízdné se platí v souhrnné ceně).
- Capital Express Praha provozoval v roce 2004 v pátek, v sobotu a v neděli linku z Prahy na Hromovku ve Špindlerově Mlýně. Přeprava lyží byla zahrnuta v ceně jízdenky a provoz linky byl závislý na sněhových podmínkách.

V oblasti Krkonoš byly od 26. prosince 2007 zavedeny rovněž tzv. zimobusy (Krkonošské zimní turistické autobusy), které mají podobný rozsah provozu (pouze v zimní sezóně, pouze ve středu a v neděli), ale zaměřují se především na běžkaře.

### Jizerské hory a Ještěd
Jiří Vlasák – dopravní agentura inzeruje skibus Praha – Rejdice – Praha. Web agentury www.skibus.cz však obsahuje pouze kontaktní údaje na provozovatele. Podle jiných zdrojů (čerpajících ze starší verze webu) se jízdy konaly od stanic metra Pankrác a Černý Most a bylo možno platit buď lyžařskou permanentku společně s jízdným, nebo (v případě běžkařů) pouze jízdné.
Skibusy z různých českých měst do Jizerských hor (Vysoké nad Jizerou-Šachty/Jablonec nad Jizerou-Kamenec), v minulosti též do areálu Ještěd, inzeruje web Snowhill.cz. Vše je provozováno formou zájezdů (skipas a jízdné se platí v souhrnné ceně).
V Jablonci nad Nisou je jako „zimní víkendová linka“ označena linka MHD č. 21 do Bedřichova, kterou provozuje o víkendech a zimních prázdninách ČSAD Jablonec nad Nisou a. s. Dopravce v jízdním řádu děkuje cestujícím za to, že do autobusu nevstupují v lyžařských botách pro sjezdové lyžování.
ČSAD Liberec a. s. provozovala v březnu 2009 skibusovou linku 540045 z Liberce do Bedřichova. V libereckém úseku linky platí Liberecká městská karta.

### Krušné hory
- Autobusy Karlovy Vary:
  - 411490 Cheb – Boží Dar, v provozu pouze v zimě, jeden pár spojů o sobotách. Na linkách platí „zvláštní tarif“, který na webu dopravce není zveřejněn. Lyže musí být v ochranném obalu, přeprava nelyžařů není vyloučena, jezdí jen v případě příznivých sněhových podmínek.
  - 520583 Vejprty – Boží Dar, v zimě v provozu denně, nejméně dva autobusy pendlují po celý den na několika variantách trasy, především po městě Loučná. Na lince platí tarif dopravce, z jízdního řádu však není patrné, který tarif. Jezdí v zimním období denně. Nelyžaři nejsou z přepravy vyloučeni.
  - v roce 2004 provozoval dopravce linku skibusu z Karlových Varů a Sokolova do skiareálu Bublava

- Linka 35 městské hromadné dopravy v Teplicích (provozuje Veolia Transport Teplice) je skibus do Mikulova s bezplatnou přepravou.

- Městský úřad Litvínov a INTUS Litvínov provozují skibus v trase Litvínov – Klíny – Český Jiřetín. Jezdí za dobrých sněhových podmínek o volných dnech a v době jarních prázdnin při minimálním počtu 10 platících cestujících. Linku dotuje Unipetrol RPA, s. r. o.
- Dopravní podnik města Ústí nad Labem provozuje linku č. 10 - skibus do lyžařského areálu Zadní Telnice.
- Skiareál Klínovec inzeruje skibus z Vejprt přes Loučnou. Skibusy na Klínovec z Kadaně a Klášterce nad Ohří provozoval DPÚK.

### Českomoravská vrchovina
Jako skibus bývá někdy označována sezónní linka 650557 dopravce Veolia Transport Východní Čechy z Pardubic přes skiareál Hlinsko do Svratky. Jde o běžnou veřejnou linku, je zahrnuta do IDS PK.

### Orlické hory
- AUDIS BUS: jako skibusy jsou inzerovány vybrané víkendové spoje na pravidelných autobusových linkách 660201, 660203, 660205, 660229 a 660144. Linka 660144 je tvořeno pouze jedním párem zimních skibusových spojů a jedním párem letních cyklobusových spojů. Na linkách platí běžný tarif dopravce, nelyžaři nejsou z přepravy vyloučeni. Lze využít také služby Radiobus Turista.

- Orlobus a. s. provozuje sezonní zimní linku 660050 v trase Deštné v Orlických horách – Náchod přes skiareál v Olešnici v Orlických horách. Linka je zahrnuta do IDS IREDO.

- ČSAD Ústí nad Orlicí a. s. provozuje sezonní spoje na lince 700948 v trase Ústí nad Orlicí – Čenkovice, 700949 Lanškroun – Říčky, pro lyžaře jsou doporučeny i některé spoje dalších linek.

### Beskydy
- Veolia Transport Morava a. s. provozuje pod značkou Skibus Beskydy dvě linky označované zkráceně BUS 1 a BUS 2 (plná označení jsou 000547 a 000154). Mohou je využívat všichni cestující. Jedna linka jede z Ostravy do Velkých Karlovic, druhá z Nového Jičína do Makova. Platí na nich běžný tarif dopravce.

- KRODOS BUS a. s. provozuje skibusovou linku 770200 Kroměříž – Otrokovice – Zlín – Vsetín – Velké Karlovice, Leskové, hotel Razula. Jízdenka z autobusu opravňuje ke slevě při koupi lyžařské permanentky.

### Jeseníky
- Veolia Transport Morava a. s. provozuje pod značkou Skibusy Jeseníky pět linek označovaných zkráceně BUS 1 až BUS 5 (plná označení jsou 901029, 890727, 850864, 850885, 950200. Mohou je využívat všichni cestující. První čtyři linky jezdí na Ovčárnu, pátá na Červenohorské sedlo. Platí na nich běžný tarif dopravce, linka 950200 je zahrnuta do IDS OK.

## Slovensko
- Cestovní a dopravní kancelář Maxner provozuje skibusy formou jednodenních zájezdů na Slovensko. Výchozími místy jsou různá města v Moravskoslezském a Olomouckém kraji, cílovými místy především Velká Rača, ale i Donovaly, Vrátná a Chopok.

### Vysoké Tatry
- Ve Vysokých Tatrách jezdí skibusy z autobusového nádraží Štrbské Pleso na konečnou zastávku u hotelu FIS. Spoj je zabezpečován autobusem SOR CN12 s nátěrem skibus s panoramatem Vysokých Tater.